# Cryptoniscus paguri
Cryptoniscus paguri es una especie de crustáceo isópodo marino de la familia Cryptoniscidae.

## Distribución geográfica
Es un ectoparásito de crustáceos rizocéfalos que a su vez parasitan crustáceos decápodos del mar Mediterráneo.